# Николаевка (Николаевский сельский совет, Лозовский район)
Николаевка (укр. Миколаївка) — село, 
Николаевский сельский совет,
Лозовский район,
Харьковская область, Украина.
Код КОАТУУ — 6323983001. Население по переписи 2001 года составляет 453 (218/235 м/ж) человека.
Является административным центром Николаевского сельского совета, в который, кроме того, входят сёла
Копани,
Литовщина,
Марьевка,
Алексеевка и
Поды.

## Географическое положение
Село Николаевка находится на правом берегу реки Малая Терновка,
выше по течению на расстоянии в 2,5 км расположено село Алексеевка,
ниже по течении на расстоянии в 2 км расположено село Марьевка.
На реке большая запруда.

## История
- 1651 — дата основания как села Потощина.
- 1865 — переименовано в село Николаевка.

## Достопримечательности
- Братская могила советских воинов. Похоронено 600 воинов.

## Известные люди
- Никитенко Василий Лаврентьевич — Герой Советского Союза, уроженец села Николаевка.